# Willie Jones III
Willie Jones III (Los Angeles, 8 juni 1968) is een Amerikaanse jazzdrummer.

## Biografie
Willie Jones is de zoon van de pianist en muziekproducent Willie Jones II. In 1992 stond hij in de halve finale van de 'Thelonious Monk Jazz Drum Competition'. Begin jaren 1990 behoorde hij tot de oprichters van Black Note, die meerdere albums uitbracht. Hij speelde ook met Horace Silver, Arturo Sandoval (1995–1998), Roy Hargrove (1998–2005), Hank Jones, Sonny Rollins, Kurt Elling en Eric Reed. Jones was onder andere betrokken bij het met een Grammy Award onderscheiden album Hot House van Sandoval. In 2000 bracht hij bij zijn eigen label zijn debuutalbum Vol 1…Straight Swingin'  uit als orkestleider. Met het trio van Herbie Hancock, waartoe ook George Mraz behoorde, was hij in 2003 op tournee. Hij was verder werkzaam voor Ryan Kisor, Ernestine Anderson, Bobby Hutcherson, Wynton Marsalis, Jon Mayer en Cedar Walton. In 2013 verscheen The Willie Jones III Sextet Plays the Max Roach Songbook' (WJ3) met Eric Reed en Stacy Dillard.
- Bibliothèque nationale de France: cb16261935z (data)
- Gemeinsame Normdatei: 135449588
- International Standard Name Identifier: 0000 0001 1878 5334
- Library of Congress Control Number: no2001048491
- MusicBrainz: 782ebdbf-26cb-4a21-b5ca-433dd06bc658
- Virtual International Authority File: 80191166
- WorldCat: E39PBJpyvdTGqhmhjxMJV6mWXd